# Jørgen Herman Vogt

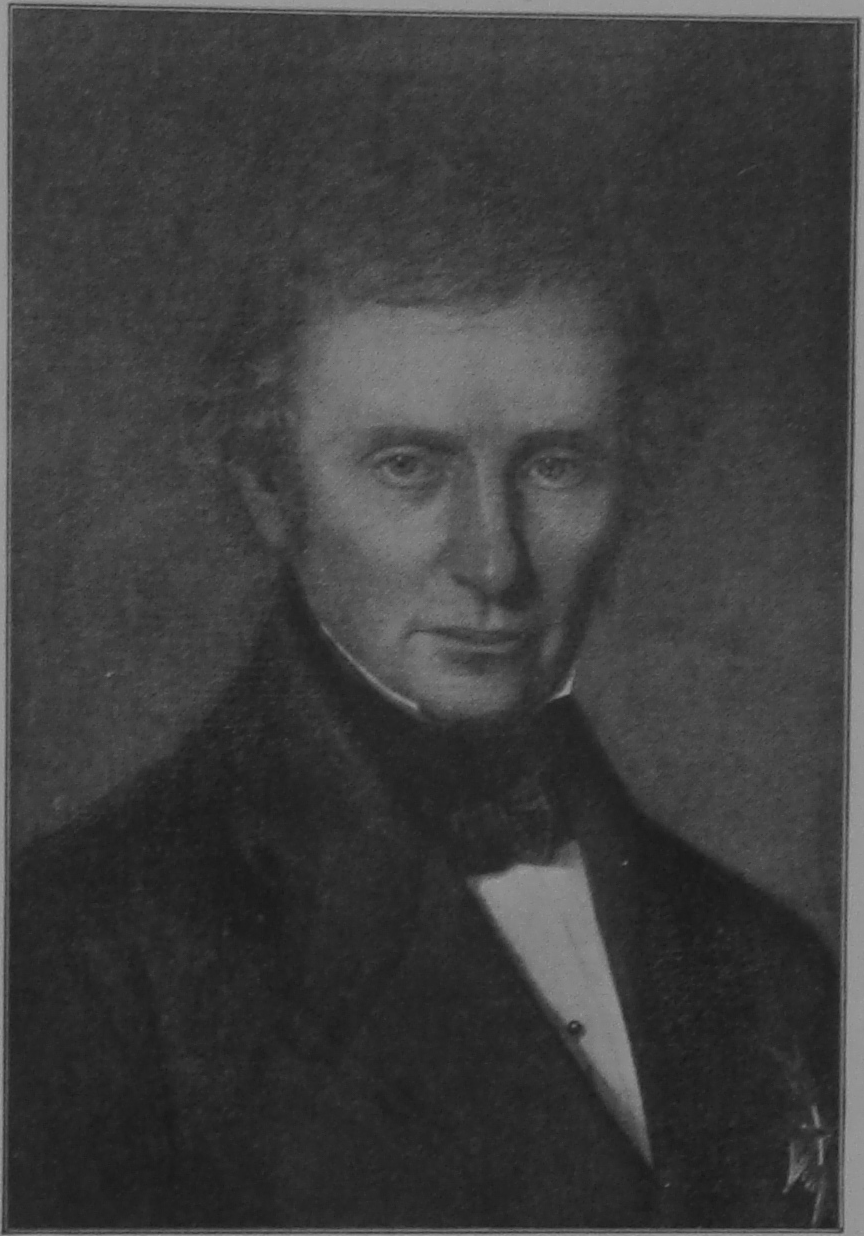
Jørgen Herman Vogt.

Jørgen Herman Vogt (* 21. Juli 1784, Bragernes (bei Drammen), Buskerud; † 12. Januar 1862 in Christiania) war ein Jurist, Beamter und Politiker.

## Leben
Seine Eltern waren der Holzhändler, späterer Bezirksrichter (sorenskriver) Nils Nilsen Vogt (1755–1809) und dessen Frau Abigael Monrad (1759–1812). Sein Vater betrieb in Drammen einen immer schlechter gehenden Holzhandel, den er schließlich verkaufte. Er zog nach Kongsberg. Vogt wuchs als einer von 13 Geschwistern in engen Verhältnissen auf. Nachdem er die Lateinschule absolviert hatte, wurde er zum Studium zu einem Onkel in Kopenhagen geschickt. Vogt legte 1800 das Examen artium ab. Ein Jahr später wurde er neben seinem Studium Kopist im Finanzkollegium. 1806 legte er das juristische Examen mit Auszeichnung ab. 1807 wurde er Assessor am Finanzkollegium.
Inzwischen war der Vater 1803 Bezirksrichter in Nordfjord geworden. Als er 1809 starb, übernahm Vogt dieses Amt. Aber dieses Amt bot ihm keine Entfaltungsmöglichkeiten. Er heiratete am 21. Januar 1810 in Bragernes Ingeborg Maria Lorentzen (* 13. November 1788; † 24. September 1821), Tochter des Kaufmanns Jacob Lorentzen (1738–1810) und dessen Frau Karen Rosenberg Stranger (1751–1817). Nach drei Jahren bekam er die Stelle als Assessor in der Finanzkassendirektion und wurde Archivar des Finanzkollegiums in Kopenhagen. Hier gelang ihm eine Neuordnung des staatlichen Ausgabenhaushalts mit Klassifizierung der Staatsausgaben nach dem Ausgabenzweck.
In zweiter Ehe heiratete er am 22. November 1822 in Christiania Hedvig Lovisa Frölich (* 26. Juni 1787; † 7. Januar 1880), Tochter des Rittmeisters Graf Adolf Fredrik Frölich (1756–1831) und dessen Frau Hedvig Eleonora Hummelhielm (1768–1846). Diese Ehe wurde 1837 geschieden.
Seine in den letzten Lebensjahren niedergeschriebenen Erinnerungen Optegnelser om sit Liv og sin Embedsvirksomhed, die 1871 und 1895 in zwei Bänden herausgegeben wurden, sind eine wichtige Quelle für die Vorgänge während seiner Amtszeit.
Sein Grab liegt auf dem Friedhof „Gamle Aker kirkegård“ in Oslo.

## Wirken

### Politische Grundeinstellungen
Vogt war liberal-konservativ. Er trat für die Gleichstellung Norwegens mit Schweden in der Union ein und achtete auf die Autorität der Regierung sowohl gegenüber dem Storting als auch gegenüber dem König. Er war Anhänger eines zeitgemäßen Fortschritts mit Augenmaß, nicht weit von der reformkonservativen Haltung Frederik Stangs nach 1845. In der Auseinandersetzung mit der sich ständig ausdehnenden Macht des Stortings gewann die Bewahrung des Bestehenden höchste Priorität. Vogts Skandinavismus und fortschreitende Sympathie für die Union führten ihn aber nicht dazu, Kronprinz Karl Johanns Bestreben nach dem Ausbau der Integration der Union und nach mehr eigenmächtiger Regierung zu billigen. Er fühlte sich vor allem als Wächter der norwegischen Selbständigkeit und des (nur) konstitutionellen Königtums.

### Laufbahn
Seine Erfahrungen im dänischen Staatsdienst weckten in Vogt einen tiefen Widerwillen gegen die absolutistische Regierung. Nach dem Kieler Frieden im Januar 1814 nahm er ein privates Darlehen auf, um Norwegern zu helfen, nach Hause zu reisen. Er bot König Christian Frederik seine Dienste an und wurde Mitglied des Finanzausschusses bei der Reichsversammlung in Eidsvoll. Im Oktober wurde er zum Leiter des Finanzdepartements als Nachfolger von Poul Christian Holst ernannt, der in das außerordentliche Storting gewählt worden war. Nach der Vereinigung Norwegens mit Schweden bewarb sich Vogt bei Kronprinz Karl Johan um eine Stelle in der norwegischen Verwaltung und erhielt die Stelle eines „Expeditionssekretärs“ im Finanzdepartement. Graf Wedel war der Leiter des Finanzdepartements, und zwischen den beiden entwickelte sich ein enges und vertrautes Verhältnis. Graf Wedel war zwar die treibende Kraft, aber Vogts Arbeitseifer und Kreativität war ein wichtiger Beitrag zur Sanierung des Staatshaushalts und des Geldwesens.
Vogt war 1815 Mitbegründer der Zeitung Den norske Rikstidende, und hier griff er sehr zum Unmut von Karl Johan die Unions-Kriegsflagge an. Darum wurde er in der Verhandlungskommission mit Dänemark über die Regulierung der gegenseitigen finanziellen Verhältnisse durch Poul Christian Holst ersetzt. Als die Regierung Vogt als Nachfolger Holsts als Staatssekretär der Regierung vorschlug, lehnte der König ab. Vogt antwortete mit einem Entlassungsgesuch. Doch die Irritationen legten sich rasch. Als Holst 1822 Nachfolger von Graf Wedel als Staatsrat wurde, wurde Vogt Regierungsstaatssekretär.
1818 wurde er Mitglied des Rechtsausschusses. Hier war er die treibende Kraft in dem Bestreben, dass in den Orten und Landkreisen lokal gewählte Organe die Leitung haben sollten (Minimalisierung der Zentralregierung). Auch die Ausformung des neuen Strafgesetzes wurde ihm 1815 überlassen.
1822 wurde er Mitgründer und Direktionsmitglied der „Christiania Sparebank“. Er war auch Mitglied der ersten Steuerveranlagungskommission in Christiania und saß im Direktorium der Bürgerschule von Christiania. Von 1833 bis zu seinem Tode war er Präsident der „Selskabet for Norges Vel“ (Gesellschaft für das Wohl Norwegens). 1825 war er Staatsrat des Armeedepartements. Außerdem war er bis 1828 Mitglied der Staatsratsabteilung in Stockholm. In den folgenden 33 Jahren leitete er alle Departements mit Ausnahme des Marinedepartements. Ausnahmen waren auch die Jahre 1829 bis 1836, wo er für die Arbeit im Rechtsausschuss für die Erarbeitung eines Strafgesetzbuches freigestellt war. Davon war er 13 Jahre Staatsrat für das Finanzdepartement. Er nahm so viel Einfluss durch seine Erfahrung, seinen Arbeitseifer und seine Tüchtigkeit, dass man ab 1844 vom „Vogt-Løvenskiolds Ministerium“ sprach. 1856 bis Ende 1858 hatte Vogt das Amt des Ersten Staatsrats inne, eine inoffizielle Amtsbezeichnung für den Staatsrat, der in Abwesenheit des Regierungschefs (des Königs) dessen Amtsgeschäfte leitete.
Mit der Errichtung des Innendepartements unter der Leitung von Frederik Stang erfuhr sein Arbeitsgebiet eine große Entlastung, da viele Aufgaben auf das neue Departement übertragen wurden. Zwischen beiden bestand ein respektvolles Verhältnis. Obwohl Vogt ein distanzierteres Verhältnis zum Storting hatte, anders als Stang, der in diesem Punkt zunächst entgegenkommender war, war er der einzige in der Regierung, den Stang nicht ausgewechselt wissen mochte. Nur in einem Punkt waren beide unterschiedlicher Auffassung: Während Vogt, Løvenskiold und die Mehrzahl der Regierung Dänemark während des Schleswigschen Krieges 1848–1851 militärisch unterstützen wollten, waren Stang und zwei andere Staatsräte dagegen.
Weil er die Norwegische Selbständigkeit in der Union verfocht, gehörte er zu den ersten Opfern der Kabinettsumbildung des Kronprinzen Karl Johan 1858, mit der dieser seinen Vertrauten Christian Birch-Reichenwald und dessen Anhänger in die Regierung holte.

## Der Prozess
Der Kampf zwischen Regierung und Storting war der Hintergrund für den Prozess gegen ihn im Jahre 1845. Der erste Anklagepunkt war die Frage, ob die Regierung das Recht habe, den Anteil der Zollbeamten an den Zolleinnahmen zu bestimmen. Der zweite Anklagepunkt betraf die Frage, ob die Regierung die Zollsätze durch einstweilige Anordnung anheben dürfe. Die Anklage ging davon aus, dass diese königlichen Anordnungen der Regierung, die er zu verantworten hatte, gegen das Besteuerungsrecht des Stortings verstießen. Frederik Stangs glänzende Verteidigung führte zum Freispruch, aber im zweiten Punkt wegen unverschuldeten Rechtsirrtums, oder, wie es das Urteil ausdrückte, weil die Anordnung der Anhebung der Zollsätze „auf Grund von nach den Umständen nicht zurechenbarem Missverständnis der Verfassung begangen“ sei. Manche Richter hätten diese Begründung gerne auch für den ersten Punkt gesehen.

## Ehrungen
Jørgen Herman Vogt war seit 1828 Mitglied von „Det Kongelige Norske Videnskabers Selskab“, wurde Sekretär und Zeremonienmeister des St. Olavs Ordens seit der Stiftung 1847, war 1851–1857 dessen Schatzmeister und erhielt 1857 das Großkreuz. Im gleichen Jahr erhielt er die Borgerdådsmedaille (Bürgerverdienstmedaille) in Gold, die höchste Auszeichnung Norwegens. Er wurde 1844 auch Inhaber des Großkreuzes des schwedischen Nordstjärneordens und wurde 1853 Ritter des Serafimerordens, Schwedens höchste Auszeichnung.